# بازیرکلا
بازیرکلا، روستایی است از توابع بخش نارنجستان شهرستان سوادکوه شمالی در استان مازندران ایران.

## جمعیت
این روستا در دهستان هتکه قرار دارد و براساس سرشماری مرکز آمار ایران در سال ۱۳۸۵، جمعیت آن ۸۴ نفر (۲۴خانوار) بوده‌است.. مردم این روستا به زبان طبری گویش میکنند.
روستای بازیرکلا یکی از روستاهای شهرستان سوادکوه شمالی از استان مازندران می باشد که در کوهپایه های البرز مرکزی قرار دارد . این روستا از طرف شمال شرقی با فاصلۀ بیست و دو کیلومتر با شهرستان قائمشهر، از طرف شمال غربی با فاصلۀ سی و یک کیلومتر با شهرستان بابل و از طرف جنوب شرقی با فا صلۀ نه کیلومتر با شیرگاه از توابع شهرستان سوادکوه محدود می باشد .در ضمن همسایگان روستایی این روستا بشرح زیر می باشند :
از طرف شمال و شمال شرقی با فاصلۀ دو کیلومتر با روستای بورخیل ، از طرف جنوب شرقی با فاصلۀ 1.5 کیلومتر بت روستای فرامرزکلا و از طرف جنوب با فاصلۀ دو کیلومتر با روستای حاجیکلای غربی ، همچنین از طرف جنوب شرقی با فاصلۀ چهار کیلومتر با روستای کتی لته محدود است.
این روستا در انتهای کوهپایه ای قرار گرفته و کوهی در قسمت غربی آن بچشم می خورد که قلٌک نام دارد، ارتفاع این کوه از سطح زمین 80 متر است.